# جونيور برانداو
جونيور برانداو هو لاعب كرة قدم برازيلي في مركز الهجوم، ولد في 7 يناير 1995 في Ibiúna ‏ في البرازيل. لعب مع نادي بوا إيسبورت.

## وصلات خارجية
- جونيور برانداو على موقع قاعدة بيانات كرة القدم.إي يو (الإنجليزية)
- جونيور برانداو على موقع Soccerway.com (الإنجليزية)